# Mehmet Zeki Tunç
Mehmet Zeki Tunç (* 1. Februar 1996 in Wuppertal) ist ein deutsch-türkischer Fußballspieler.

## Karriere
Tunç begann mit dem Vereinsfußball in den Jugendmannschaften des Cronenberger SC, ASV Wuppertal und FSV Vohwinkel. Im Sommer 2014 erhielt er ein Vertragsangebot des türkischen Vereins Elazığspor, der gerade aus der Süper Lig abgestiegen war und fortan in der TFF 1. Lig spielte. Zu Beginn der Saison 2015/16 wurde der 1,77 m große Mittelfeldspieler für ein halbes Jahr an den deutschen Oberligisten TV Jahn Hiesfeld ausgeliehen. Zur Rückrunde folgte eine weitere Leihe an den Regionalligisten SG Wattenscheid 09. Im Sommer 2016 kehrte er zum Zweitligisten Elazığspor zurück. Im Januar 2017 wechselte Tunç zu Ankara Demirspor, mit denen er am Ende der Saison 2016/17 knapp am Wiederaufstieg in die TFF 2. Lig scheiterte. Im November 2017 wurde sein Vertrag aufgelöst und er kehrte nach Deutschland zurück. In der Winterpause 2017/18 schloss er sich dem Oberligisten 1. FC Bocholt an. Zur Saison 2018/19 wechselte er in die Oberliga Westfalen zum TuS Ennepetal, ein Jahr später kehrte er zu seinem Jugendverein Cronenberger SC zurück. Zur Spielzeit 2020/21 verpflichtete ihn der Oberliga-Aufsteiger FSV Duisburg. 2023 wechselte er zu den Sportfreunden Baumberg, ein Jahr später zum DV Solingen.